# Marin Centre
Das Marin Centre ist ein Einkaufszentrum in der Ortschaft Marin-Epagnier der Gemeinde Laténa im Kanton Neuenburg.

## Eigentümer
Marin Centre SA ist ein Unternehmen der Migros-Gruppe.

## Erschliessung
Der Bahnhof Marin-Epagnier befindet sich ca. einen ½ km vom Einkaufszentrum entfernt und wird von den S-Bahnlinien S5, und S21 bedient.
Die Nahverkehrslinie 101 bedient die Bushaltestelle Marin Centre.

## Eröffnung
Das Marin Centre wurde 1981 fertiggestellt und 1991 erweitert. Zwischen 2007 und 2008 erfolgte der Bau des neuen Marin Centres. Dieses wurde im November 2008 eröffnet.

## Zahlen
Das Einkaufszentrum umfasst eine Fläche von 36'000 m² und bietet rund 2000 Parkplätze. 59 Geschäfte sowie sieben Kaffees und Restaurants befinden sich im Einkaufszentrum. 